# Pokesdown
Pokesdown – dzielnica miasta Bournemouth, w Anglii, w hrabstwie ceremonialnym Dorset, w dystrykcie (unitary authority) Bournemouth, Christchurch and Poole. Leży 44 km na wschód od miasta Dorchester i 147 km na południowy zachód od Londynu.